# Peter Klotz
Peter Klotz (* 28. August 1942 in Regensburg) ist ein deutscher Fachdidaktiker für deutsche Sprache und Literatur und Linguist.

## Leben
Peter Klotz legte 1962 am Alten Realgymnasium München das Abitur ab und studierte dann von 1964 bis 1969 Germanistik, Geschichte und Sozialkunde. Nach Studienabschluss und Referendariat lehrte er ab 1971 als Studienrat am städtischen Bertolt-Brecht-Gymnasium. Nach der Promotion 1974 zum Dr. phil. bei Werner Betz hatte er ab 1975 Lehraufträge an der Universität München für germanistische Linguistik. Ab Herbst 1976 war er Assistent von Kurt Rein für Didaktik der deutschen Sprache und Literatur. Seine Tätigkeit als Gymnasiallehrer beendete er im Frühjahr 1977.
Von 1980 bis 1991 war er Oberstudienrat und von 1991 bis 1998 Studiendirektor im Hochschuldienst für Didaktik der deutschen Sprache und Literatur sowie für Sprachwissenschaft am Institut für Deutsche Philologie der Ludwig-Maximilians-Universität München. Der Habilitation 1994 mit der Venia Legendi für Didaktik der deutschen Sprache und Literatur folgte 1998 der Ruf an die Sprach- und Literaturwissenschaftliche Fakultät der Universität Bayreuth, wo er bis zu seiner Pensionierung 2007 lehrte.
Seit 1978 setzte er sich in zahlreichen Lehrerfortbildungen für den Deutschunterricht aller Schularten ein und war Mit-Autor bei Lehrwerken der Stufen 5 bis 10 für den Klett Verlag und der Stufen 12 und 13 für den Oldenbourg Verlag. Nach der Pensionierung folgten Lehraufträge für Linguistik an der Universität Erlangen-Nürnberg sowie 2013/14 eine Lehrstuhlvertretung für Linguistik an der Universität Graz. Seine zahlreichen wissenschaftlichen Aufsätze sind überwiegend der Grammatik- und Schreibdidaktik sowie der Textpragmatik und textuellen Sprachhandlungsformen gewidmet, in jüngster Zeit der Begegnung von Sprache mit den Künsten in pragmalinguistischer Sicht.

## Arbeitsschwerpunkte und Forschung
- Dialektologie: Sprachstandsmessungen an bayerischen Jugendlichen in Bezug auf ihre Wechselfähigkeit Dialekt/Standardsprache;
- Grammatikdidaktik: Schwerpunkt Syntax, insbesondere Tempus, Modus, Modalität; Adverbialsyntax, Satztypen und Satzarten – Methoden der Umsetzung funktionalen Grammatikunterrichts und für eigenständige Sprachreflexion;
- Textpragmatik: Textuelle Sprachhandlungsformen und Textualität des Beschreibens, Modifizierens, Wertens sowie simultan-pragmatische Schichtung in Texten;
- Schreibforschung: Entwicklungstendenzen bei den Textgestaltungskompetenzen Jugendlicher; sprachorientierte Literaturbetrachtung: Lexikologische, syntaktische, pragmatische Beschreibung literarischer Texte für eine funktionale semantische, stilistische und ästhetische Analyse als Teil der Deutungsgrundlagen;
- Sprache und Kunst: In den Bereichen Kunstbeschreibung, Ekphrasis, Unsagbarkeits-Topos; Literarische Performance: Hörspiel, Hörbuch sowie kleine Formen wie Slam-Poetry;
- Bildende Kunst und Sprache;
- Philosophie der sinnlichen Erkenntnis.

## Veröffentlichungen (Auswahl)

### Monografien
- Sprache im Bild. Szenerien des Sprachgebrauchs und ihre pragmatische Bedeutung. Ergon Verlag, Baden-Baden 2024, ISBN 978-3-98740-082-7.
- Hörspiel und Hörbuch. Literatur als Performance. Erich Schmidt Verlag, Berlin 2022, ISBN 978-3-503-20900-2.
- Werten. Zur Praxis mentaler, pragmatischer und sprachlicher Orientierung. Erich Schmidt Verlag, Berlin 2019, ISBN 978-3-503-18278-7.
- Modifizieren. Aspekte pragmatischer und sprachlicher Gestaltung. Erich Schmidt Verlag, Berlin 2017, ISBN 978-3-503-17169-9.
- Beschreiben. Grundzüge einer Deskriptologie. Erich Schmidt Verlag, Berlin 2013, ISBN 978-3-503-13755-8.
- Grammatische Wege zur Textgestaltungskompetenz. Theorie und Empirie. Niemeyer, Tübingen 1996, ISBN 3-484-31171-1.
- Ein Tempus mit zwei temporalen Modi. Studien zur Tempus- und Modusproblematik am Beispiel des Futurs und des mit „würde“ gebildeten Konjunktivs. Dissertation München 1974.

### Herausgeberschaften
- mit Paul R. Portmann-Tselikas, Georg Weidacher: Kontexte und Texte. Soziokulturelle Konstellationen literalen Handelns. Narr, Tübingen 2010, ISBN 978-3-8233-6490-0.
- mit Eduard Haueis: Sprachästhetik. (OBST, Osnabrücker Beiträge zur Sprachtheorie 76), Duisburg 2009, ISBN 978-3-924110-76-5.
- mit Christine Lubkoll: Beschreibend wahrnehmen – wahrnehmend beschreiben. Sprachliche und ästhetische Aspekte kognitiver Prozesse. Rombach, Freiburg i.Br. 2005, ISBN 3-7930-9417-0.
- mit Ursula Bredel, Hartmut Günther, Jakob Ossner, Gesa Siebert-Ott: Didaktik der deutschen Sprache. Ein Handbuch. 2 Bände, Schöningh Paderborn 2003.
- mit Peter Eisenberg: Sprache gebrauchen, Sprachwissen erwerben. Klett, Stuttgart 1993, ISBN 3-12-311240-3.

### Aufsätze (Auswahl)
- Sprachliche Begegnungen mit Kunst. Jenseits und diesseits des Unsagbaren. In: Elmentaler, Michael / Niebuhr, Oliver (Hrsg.): An den Rändern der Sprache. Berlin: Peter Lang 2020, S. 529–550.
- Ekphrasis und Kunstbeschreibung. In: Hausendorf, Heiko / Müller, Marcus (Hrsg.): Handbuch Sprache in der Kunstkommunikation (Handbücher Sprachwissen hrsg. von Ekkehard Felder und Andreas Gardt, Bd. 16). de Gruyter, Berlin 2016, S. 176–197.
- Reflexion über Sprache und Ästhetik unter dem Blickwinkel sinnlicher Erkenntnis. In: OBST 76 (2009), S. 161–182.
- The Mediality of Description and its Philosophical Underpinnings. Depth – Width – Intensity. In: Müller, Jürgen E. (Hrsg.): Media Encounters and Media Theories. Münster: Nodus 2008, S. 49–56.
- Sprachbewusstheit und Sprachwissen als Schlüsselqualifikationen im Deutschunterricht, in: Glaboniat, Manuela / Rastner, Eva Maria / Wintersteiner, Werner (Hrsg.): Wir sind, was wir tun. Deutschdidaktik und Deutschunterricht vor neuen Herausforderungen. Innsbruck, Wien, Bozen: Studien-Verlag 2007, S. 93–111.
- Ekphratische Betrachtungen. Zur Systematik von Beschreiben und Beschreibungen. In: Hausendorf, Heiko (Hrsg.): Vor dem Kunstwerk. Interdisziplinäre Aspekte des Sprechens und Schreibens über Kunst. München: Fink 2007, S. 77–98.
- Lücken, Risse, Brüche – zum Verhältnis von Text und Kontext. Reflexionen zu den Konstituenten eines Systems. In: Schmölzer-Eibinger, Sabine / Weidacher, Georg (Hrsg.): Textkompetenz. Eine Schlüsselkompetenz und ihre Vermittlung. Tübingen: Narr 2007, S. 69–88.
- Textualität zwischen Jakobsons Literarizitätsformel und der Chaostheorie. Didaktische Ansätze zu kognitiven Entdeckungsprozeduren. In: Scherner, Maximilian / Ziegler, Arne (Hrsg.): Angewandte Textlinguistik. Perspektiven für den Deutsch- und Fremdsprachenunterricht. Tübingen: Narr 2006, S. 115–128.
- "Die Schaubühne als moralische Anstalt betrachtet". Affekt und Bewusstheit. In: Fuchs, Brigitta / Koch, Lutz (Hrsg.) Schillers ästhetisch-politischer Humanismus. Würzburg: Ergon 2006, S. 79–94.
- Mit Sprache musizieren – Intermediales Zeichenspiel des "Geists der Erzählung" in Thomas Manns Der Erwählte. In. Betzwieser, Thomas / Brandenburg, Daniel / Franke, Rainer / Jacobshagen, Arnold / Linhardt, Marion / Schroedter, Stepanie / Steiert, Thomas (Hrsg.): Bühnenklänge. FS für Sieghart Döhring zum 65. Geburtstag. München: Ricordi 2005, S. 151–156.
- Gesellschaftsdiskurs und Gartenkonstruktion. Zur Spiegelung des Ordnungswandels in Goethes Roman “Die Wahlverwandtschaften”. In: Gebhard, Walter (Hrsg.): Sozialgeschichtliche Aspekte des Gartens / Gardens in Social History. Frankfurt/M., Berlin u. a.: Lang 2002, S. 113–132.
- Höflichkeitsaspekte der Partikel "fei(n)" und "vielleicht". In: Held, Gudrun (Hrsg.): Partikeln und Höflichkeit. Frankfurt/M. u. a.: Lang 2003: Lang, S. 121–130.
- Widerborstige Texte. Notwendigkeit und Aspekte einer Theorie der Repulsivitä. In: Wirkendes Wort 50 (2000), Heft 3, S. 416–429.
- Politeness and political correctness: Ideological Implications. In: Pragmatics 9,1 (1999), S. 155–162.
- Some Pragmatic Aspects of Text Grammar: Freeplay Within the Sentence. In: Journal of Pragmatics (1990), S. 299–303.
- Fachsprache und Sprache des Faches Erdkunde. Aspekte der Struktur sprachlicher Differenzierung in linguistischer und didaktischer Sicht. In: Birkenhauer, Josef (Hrsg.): Sprache und Denken im Geographieunterricht. Paderborn: Schöningh 1983, S. 25–36.
- Johann Wolfgang von Goethe: Novelle. In: Lehmann, Jakob (Hrsg.): Deutsche Novellen von Goethe bis Walser. Interpretationen für den Literaturunterricht. Königstein/Ts.: Skriptor 1980, S. 11–30.